# Cristina Besio
Cristina Besio ist eine deutsche Soziologin.

## Leben
Nach ihrer Promotion im Jahr 2006 in Bielefeld war Besio von 2007 bis 2013 wissenschaftliche Mitarbeiterin am Institut für Soziologie der TU Berlin, wo sie im Jahr 2013 die Habilitation ablegte. Seit 2014 lehrt sie am Institut für Gesellschaftswissenschaften als Professorin für Soziologie mit Schwerpunkt Organisationssoziologie an der Helmut-Schmidt-Universität.
Ihre Forschungsschwerpunkte sind Systemtheorie, Wissenschaftskommunikation, Organisationen und Ethik.

## Schriften (Auswahl)
- Forschungsprojekte. Zum Organisationswandel in der Wissenschaft (= Science studies). Transcript, Bielefeld 2009, ISBN 978-3-8376-1097-0 (zugleich Dissertation, Bielefeld 2006).
- als Herausgeberin mit Gaetano Romano: Zum gesellschaftlichen Umgang mit dem Klimawandel. Kooperationen und Kollisionen (= Umweltsoziologie. Band 1). Nomos, Baden-Baden 2016, ISBN 3-8487-1481-7.
- als Herausgeberin mit Nina Baur, Maria Norkus und Grit Petschick: Wissen – Organisation – Forschungspraxis. Der Makro-Meso-Mikro-Link in der Wissenschaft. Beltz/Juventa, Weinheim/Basel 2016, ISBN 3-7799-2730-6.
- Moral und Innovation in Organisationen (= Innovation und Gesellschaft). Springer VS, Wiesbaden 2018, ISBN 3-658-20272-6.